# Music (singolo Madonna)
Music è un singolo della cantautrice statunitense Madonna, il primo estratto dall'album omonimo e pubblicato nel 2000.

## Descrizione
Il singolo, contenente un sample di Never Young Again di Mirwais, è stato pubblicato il 21 agosto 2000 in Europa, il 23 in Giappone e il 29 negli Stati Uniti ed è uno dei singoli più venduti di Madonna piazzandosi direttamente in vetta alle classifiche mondiali.

## Video musicale
Nel videoclip della canzone, girato a Los Angeles e diretto da Jonas Åkerlund, Madonna sfoggia un look da cowgirl chic girando per locali notturni in una limousine guidata dal DJ Ali G (Sacha Baron Cohen) in compagnia delle sue amiche Debi Mazar e Niki Harris. Nella parte centrale del video vi è una sequenza animata in cui Madonna si trasforma in una sorta di Wonder Woman, che distrugge le insegne che riportano i titoli di suoi successi del passato. Il video lascia spazio alle battute di Ali G che prima chiede inutilmente a Madonna di ingaggiarlo per il prossimo disco, e poi, al termine del video, domanda a due ballerine: "Siete mai state in Inghilterra? Volete vedere il vero Big Ben? Tra poco ve lo mostrerò!". Uscì anche un DVD contenente due versioni del video che conquistò diversi premi: il Billboard Video Award 2000, il Dotmusic Award 2000, il Rolling Stone 25th Annual Readers Poll, l'International Dance Music Awards.

## Tracce
CD e MC Stati Uniti
1. Music (Album Version) – 3:44 (Madonna, Mirwais Ahmadzaï)
2. Cyber-Raga – 5:31 (Madonna, Mirwais Ahmadzaï)

Vinile 2x12" Stati Uniti
1. Music (HQ2 Club Mix) – 8:50 (Madonna, Mirwais Ahmadzaï)
2. Music (Groove Armada GA 12" Mix) – 5:30 (Madonna, Mirwais Ahmadzaï)
3. Music (Victor Calderone Anthem Mix) – 11:55 (Madonna, Mirwais Ahmadzaï)
4. Music (Album Version) – 3:44 (Madonna, Mirwais Ahmadzaï)
5. Music (Deep Dish Dot Com Remix) – 11:21 (Madonna, Mirwais Ahmadzaï)
6. Music (The Young Collective Club Mix) – 13:16 (Madonna, Mirwais Ahmadzaï)

Singolo DVD single Stati Uniti
1. Music (Long Video Version) – 4:45 (Madonna, Mirwais Ahmadzaï)
2. Music (Short Video Version) – 4:23 (Madonna, Mirwais Ahmadzaï)

Singolo DVD Europa
1. Music (Short Video Version) – 4:23 (Madonna, Mirwais Ahmadzaï)
2. Music (Long Video Version) – 4:45 (Madonna, Mirwais Ahmadzaï)

MaxiCD Europa
1. Music (Album Version) – 3:44 (Madonna, Mirwais Ahmadzaï)
2. Music (Groove Armada's 7" Edit) – 3:38 (Madonna, Mirwais Ahmadzaï)
3. Music (Victor Calderone Radio Edit) – 4:25 (Madonna, Mirwais Ahmadzaï)
4. Music (Deep Dish Dot Com Radio Edit) – 4:15 (Madonna, Mirwais Ahmadzaï)

Vinile 12" Europa
1. Music (Victor Calderone Anthem Mix) – 11:55 (Madonna, Mirwais Ahmadzaï)
2. Music (HQ2 Club Mix) – 8:50 (Madonna, Mirwais Ahmadzaï)
3. Music (The Young Collective Club Mix) – 13:16 (Madonna, Mirwais Ahmadzaï)
4. Music (Deep Dish Dot Com Remix U.S. Edit) – 4:29 (Madonna, Mirwais Ahmadzaï)

Vinile 12" Europa (Picture Disc)
Vinile 12" Regno Unito
1. Music (Deep Dish Dot Com Remix) – 11:21 (Madonna, Mirwais Ahmadzaï)
2. Music (Album Version) – 3:44 (Madonna, Mirwais Ahmadzaï)
3. Music (Groove Armada Club Mix) – 9:29 (Madonna, Mirwais Ahmadzaï)
4. Music (Groove Armada GA 12" Mix) – 5:30 (Madonna, Mirwais Ahmadzaï)

Singolo CD Regno Unito
1. Music (Album Version) – 3:44 (Madonna, Mirwais Ahmadzaï)
2. Music (Deep Dish Dot Com Radio Edit) – 4:15 (Madonna, Mirwais Ahmadzaï)
3. Music (Victor Calderone Anthem Mix) – 11:55 (Madonna, Mirwais Ahmadzaï)

Singolo CD 2 Regno Unito
1. Music (Album Version) – 3:44 (Madonna, Mirwais Ahmadzaï)
2. Music (Groove Armada GA 12" Mix) – 5:30 (Madonna, Mirwais Ahmadzaï)
3. Music (Deep Dish Dot Com Remix U.S. Edit) – 4:29 (Madonna, Mirwais Ahmadzaï)

Singolo MC Regno Unito
1. Music (Album Version) – 3:44 (Madonna, Mirwais Ahmadzaï)
2. Music (Groove Armada's 7" Edit) – 3:38 (Madonna, Mirwais Ahmadzaï)
3. Music (Album Version) – 3:44 (Madonna, Mirwais Ahmadzaï)
4. Music (Groove Armada's 7" Edit) – 3:38 (Madonna, Mirwais Ahmadzaï)

Singolo CD Grecia
1. Music (Album Version) – 3:44 (Madonna, Mirwais Ahmadzaï)
2. Music (Groove Armada's 7" Edit) – 3:38 (Madonna, Mirwais Ahmadzaï)

Singolo CD Australia
1. Music (Album Version) – 3:44 (Madonna, Mirwais Ahmadzaï)
2. Music (Deep Dish Dot Com Radio Edit) – 4:15 (Madonna, Mirwais Ahmadzaï)
3. Music (Groove Armada's 7" Edit) – 3:38 (Madonna, Mirwais Ahmadzaï)
4. Music (Deep Di Dot Com Remix) – 11:21 (Madonna, Mirwais Ahmadzaï)
5. Music (Groove Armada GA 12" Mix) – 5:30 (Madonna, Mirwais Ahmadzaï)
6. Music (Groove Armada Bonus Beats) – 4:51 (Madonna, Mirwais Ahmadzaï)
7. Music (Groove Armada Club Mix) – 9:29 (Madonna, Mirwais Ahmadzaï)
8. Music (Video) – 4:23 (Madonna, Mirwais Ahmadzaï)

Singolo CD 2 Australia
1. Music (Album Version) – 3:44 (Madonna, Mirwais Ahmadzaï)
2. Music (Victor Calderone Radio Edit) – 4:25 (Madonna, Mirwais Ahmadzaï)
3. Music (HQ2 7" Mix) – 3:59 (Madonna, Mirwais Ahmadzaï)
4. Music (The Young Collective Radio Mix) – 3:48 (Madonna, Mirwais Ahmadzaï)
5. Music (Victor Calderone Anthem Mix) – 11:55 (Madonna, Mirwais Ahmadzaï)
6. Music (HQ2 Club Mix) – 8:50 (Madonna, Mirwais Ahmadzaï)
7. Music (The Young Collective Club Mix) – 13:16 (Madonna, Mirwais Ahmadzaï)

Singolo CD Giappone
1. Music (Album Version) – 3:44 (Madonna, Mirwais Ahmadzaï)
2. Music (Groove Armada's 7" Edit) – 3:38 (Madonna, Mirwais Ahmadzaï)
3. Music (Victor Calderone Radio Edit) – 4:25 (Madonna, Mirwais Ahmadzaï)
4. Music (Deep Dish Dot Com Radio Edit) – 4:15 (Madonna, Mirwais Ahmadzaï)

MaxiCD Giappone
MaxiCD Canada
MaxiCD Stati Uniti
1. Music (HQ2 Club Mix) – 8:50 (Madonna, Mirwais Ahmadzaï)
2. Music (Victor Calderone Anthem Mix) – 11:55 (Madonna, Mirwais Ahmadzaï)
3. Music (Deep Dish Dot Com Remix) – 11:21 (Madonna, Mirwais Ahmadzaï)
4. Music (Groove Armada Club Mix) – 9:29 (Madonna, Mirwais Ahmadzaï)
5. Music (The Young Collective Club Mix) – 13:16 (Madonna, Mirwais Ahmadzaï)
6. Music (HQ2 Radio Mix) – 3:59 (Madonna, Mirwais Ahmadzaï)
7. Music (Calderone Radio Edit) – 4:25 (Madonna, Mirwais Ahmadzaï)
8. Music (Deep Dish Dot Com Radio Edit) – 4:15 (Madonna, Mirwais Ahmadzaï)
9. Music (Groove Armada GA 12" Mix) – 5:30 (Madonna, Mirwais Ahmadzaï)

### Remix digitali
1. Music (HQ2 Club Mix) – 8:50 (Madonna, Mirwais Ahmadzaï)
2. Music (Victor Calderone Anthem Mix) – 11:55 (Madonna, Mirwais Ahmadzaï)
3. Music (Deep Dish Dot Com Remix) – 11:21 (Madonna, Mirwais Ahmadzaï)
4. Music (Groove Armada Club Mix) – 9:29 (Madonna, Mirwais Ahmadzaï)
5. Music (The Young Collective Club Mix) – 13:16 (Madonna, Mirwais Ahmadzaï)
6. Music (HQ2 Radio Mix) – 3:59 (Madonna, Mirwais Ahmadzaï)
7. Music (Calderone Radio Edit) – 4:25 (Madonna, Mirwais Ahmadzaï)
8. Music (Deep Dish Dot Com Radio Edit) – 4:15 (Madonna, Mirwais Ahmadzaï)
9. Music (Groove Armada GA 12" Mix) – 5:30 (Madonna, Mirwais Ahmadzaï)

## Classifiche
| Classifica (2000) | Posizione raggiunta |
| ----------------- | ------------------- |
| Australia         | 1                   |
| Austria           | 5                   |
| Belgio (Fiandre)  | 6                   |
| Belgio (Vallonia) | 4                   |
| Canada            | 1                   |
| Europa            | 1                   |
| Finlandia         | 2                   |
| Francia           | 8                   |
| Germania          | 2                   |
| Irlanda           | 7                   |
| Italia            | 1                   |
| Norvegia          | 1                   |
| Nuova Zelanda     | 1                   |
| Paesi Bassi       | 4                   |
| Regno Unito       | 1                   |
| Spagna            | 1                   |
| Stati Uniti       | 1                   |
| Svezia            | 2                   |
| Svizzera          | 1                   |

| Classifica di fine anno italiana (2000) | Posizione |
| --------------------------------------- | --------- |
| Classifica italiana                     | 7         |